# Alexander Brochier
Alexander Brochier (* 1950 in Nürnberg) ist ein Gesellschafter der familiengeführten Brochier Gruppe. Er gründete 1992 mit fünf Millionen DM eine Stiftung für benachteiligte Kinder und 1995 das Haus des Stiftens, das spezielle Beratungs- und Serviceangebote rund um die Stiftungsarbeit bietet und über 1400 Stiftungen mit einem Stiftungsvermögen von 430 Millionen Euro betreut. Mit der Unterstützung des Hauses des Stiftens wurden bis heute Mittel im Wert von über 840 Millionen Euro für Projekte zur Verfügung gestellt.

## Werdegang
BWL-Studium in Freiburg im Breisgau, Bonn, Heidelberg und Innsbruck.
Auslöser für seine Stiftung war ein Managementseminar, bei dem er eine Rede darüber schreiben sollte, wie er nach seinem Ableben in Erinnerung bleiben möchte.  Zusammen mit Philipp Hof gründete er 1992 die Stiftung Kinderfonds als Dachstiftung für treuhänderische Kinderstiftungen. 2001 wurde aus der Kinderfonds Servicegesellschaft mbH die Stiftungszentrum.de Servicegesellschaft mbH.  Nach dem Tod seines Vaters 2005 erhöhte Alexander Brochier mit seinem Erbe das Grundstockvermögen der Alexander Brochier Stiftung auf 5.000.000 Euro. Von 2007 bis 2013 war er Vorsitzender des Stifterrats der Stiftung Stifter für Stifter. Seit Mai 2013 ist er Vorsitzender des Vorstands. 2011 war das IT-Portal Stifter-helfen Preisträger im Wettbewerb „365 Orte im Land der Ideen“.

## Preise
- 2006 Stifterpreis des Bundesverbandes Deutscher Stiftungen
- Entrepreneur des Jahres 2018 – Ehrenpreis für außergewöhnliches soziales Engagement
- 2022 Bundesverdienstkreuz am Bande[6]